# Lista siturilor arheologice din județul Hunedoara
Lista siturilor arheologice din județul Hunedoara conține toate siturile arheologice din județul Hunedoara înscrise în Repertoriul Arheologic Național (RAN). RAN este administrat de Ministerul Culturii și Patrimoniului Național și cuprinde date științifice, cartografice, topografice, imagini și planuri, precum și orice alte informații privitoare la zonele cu potențial arheologic, studiate sau nu, încă existente sau dispărute.
Datorită numărului mare de situri, această listă a fost împărțită după localitatea în care se află situl. Dacă știți localitatea (satul sau orașul) în care se află situl, alegeți localitatea din lista din această pagină. Dacă nu știți localitatea, puteți căuta un sit din județ folosind formularul de mai jos.
| A ↑ A B C D E F G H I Î J K L M N O P Q R S Ș T Ț U V W X Y Z ↓ | A ↑ A B C D E F G H I Î J K L M N O P Q R S Ș T Ț U V W X Y Z ↓ | A ↑ A B C D E F G H I Î J K L M N O P Q R S Ș T Ț U V W X Y Z ↓ | A ↑ A B C D E F G H I Î J K L M N O P Q R S Ș T Ț U V W X Y Z ↓ | A ↑ A B C D E F G H I Î J K L M N O P Q R S Ș T Ț U V W X Y Z ↓ | A ↑ A B C D E F G H I Î J K L M N O P Q R S Ș T Ț U V W X Y Z ↓ | A ↑ A B C D E F G H I Î J K L M N O P Q R S Ș T Ț U V W X Y Z ↓ | A ↑ A B C D E F G H I Î J K L M N O P Q R S Ș T Ț U V W X Y Z ↓ | A ↑ A B C D E F G H I Î J K L M N O P Q R S Ș T Ț U V W X Y Z ↓ | A ↑ A B C D E F G H I Î J K L M N O P Q R S Ș T Ț U V W X Y Z ↓ |
| --------------------------------------------------------------- | --------------------------------------------------------------- | --------------------------------------------------------------- | --------------------------------------------------------------- | --------------------------------------------------------------- | --------------------------------------------------------------- | --------------------------------------------------------------- | --------------------------------------------------------------- | --------------------------------------------------------------- | --------------------------------------------------------------- |
| Almaș-Săliște                                                   | Almașu Mic                                                      | Almașu Mic de Munte                                             | Almașu Sec                                                      | Alun                                                            |                                                                 |                                                                 |                                                                 |                                                                 |                                                                 |
| Arănieș                                                         | Ardeu                                                           | Aurel Vlaicu                                                    |                                                                 |                                                                 |                                                                 |                                                                 |                                                                 |                                                                 |                                                                 |
| B ↑ A B C D E F G H I Î J K L M N O P Q R S Ș T Ț U V W X Y Z ↓ |                                                                 |                                                                 |                                                                 |                                                                 |                                                                 |                                                                 |                                                                 |                                                                 |                                                                 |
| Baia de Criș                                                    | Balata                                                          | Balomir                                                         | Balșa                                                           | Banița                                                          |                                                                 |                                                                 |                                                                 |                                                                 |                                                                 |
| Banpotoc                                                        | Barbura                                                         | Barcea Mică                                                     | Baru                                                            | Basarabasa                                                      |                                                                 |                                                                 |                                                                 |                                                                 |                                                                 |
| Batalar                                                         | Batiz                                                           | Băcâia                                                          | Băcia                                                           | Băiești                                                         |                                                                 |                                                                 |                                                                 |                                                                 |                                                                 |
| Băița                                                           | Bărăștii Hațegului                                              | Bărăștii Iliei                                                  | Bătrâna                                                         | Bârcea Mare                                                     |                                                                 |                                                                 |                                                                 |                                                                 |                                                                 |
| Bârsău                                                          | Bejan                                                           | Bercu                                                           | Beriu                                                           | Bobaia                                                          |                                                                 |                                                                 |                                                                 |                                                                 |                                                                 |
| Bobâlna                                                         | Boholt                                                          | Boița                                                           | Boiu                                                            | Boiu de Sus                                                     |                                                                 |                                                                 |                                                                 |                                                                 |                                                                 |
| Bos                                                             | Boșorod                                                         | Bozeș                                                           | Brad                                                            | Brădățel                                                        |                                                                 |                                                                 |                                                                 |                                                                 |                                                                 |
| Brănișca                                                        | Breazova                                                        | Bretea Mureșană                                                 | Bretea Siretului                                                | Brotuna                                                         |                                                                 |                                                                 |                                                                 |                                                                 |                                                                 |
| Buceș-Vulcan                                                    | Bucium                                                          | Bucium-Orlea                                                    | Bucuresci                                                       | Bulzeștii de Sus                                                |                                                                 |                                                                 |                                                                 |                                                                 |                                                                 |
| C ↑ A B C D E F G H I Î J K L M N O P Q R S Ș T Ț U V W X Y Z ↓ |                                                                 |                                                                 |                                                                 |                                                                 |                                                                 |                                                                 |                                                                 |                                                                 |                                                                 |
| Caraci                                                          | Căbești                                                         | Căinelu de Jos                                                  | Călan                                                           | Călanu Mic                                                      |                                                                 |                                                                 |                                                                 |                                                                 |                                                                 |
| Cărmăzănești                                                    | Cărpiniș                                                        | Căzănești                                                       | Câmpuri de Sus                                                  | Câmpuri-Surduc                                                  |                                                                 |                                                                 |                                                                 |                                                                 |                                                                 |
| Cârjiți                                                         | Cârnești                                                        | Cerbăl                                                          | Cerișor                                                         | Certeju de Sus                                                  |                                                                 |                                                                 |                                                                 |                                                                 |                                                                 |
| Chergheș                                                        | Chimindia                                                       | Chitid                                                          | Ciclovina                                                       | Cigmău                                                          |                                                                 |                                                                 |                                                                 |                                                                 |                                                                 |
| Cinciș-Cerna                                                    | Ciopeia                                                         | Ciula Mare                                                      | Ciulpăz                                                         | Ciungu Mare                                                     |                                                                 |                                                                 |                                                                 |                                                                 |                                                                 |
| Clopotiva                                                       | Coroiești                                                       | Costești                                                        | Covragiu                                                        | Cozia                                                           |                                                                 |                                                                 |                                                                 |                                                                 |                                                                 |
| Crăciunești                                                     | Crăguiș                                                         | Cristur                                                         | Crișan                                                          | Crișcior                                                        |                                                                 |                                                                 |                                                                 |                                                                 |                                                                 |
| Crivadia                                                        | Cucuiș                                                          |                                                                 |                                                                 |                                                                 |                                                                 |                                                                 |                                                                 |                                                                 |                                                                 |
| D ↑ A B C D E F G H I Î J K L M N O P Q R S Ș T Ț U V W X Y Z ↓ |                                                                 |                                                                 |                                                                 |                                                                 |                                                                 |                                                                 |                                                                 |                                                                 |                                                                 |
| Dâncu Mare                                                      | Dealu Mare                                                      | Densuș                                                          | Deva                                                            | Dobra                                                           |                                                                 |                                                                 |                                                                 |                                                                 |                                                                 |
| Dumbrava                                                        | După Piatră                                                     |                                                                 |                                                                 |                                                                 |                                                                 |                                                                 |                                                                 |                                                                 |                                                                 |
| F ↑ A B C D E F G H I Î J K L M N O P Q R S Ș T Ț U V W X Y Z ↓ |                                                                 |                                                                 |                                                                 |                                                                 |                                                                 |                                                                 |                                                                 |                                                                 |                                                                 |
| Fărcădin                                                        | Federi                                                          | Fizeș                                                           | Fizești                                                         | Folt                                                            |                                                                 |                                                                 |                                                                 |                                                                 |                                                                 |
| G ↑ A B C D E F G H I Î J K L M N O P Q R S Ș T Ț U V W X Y Z ↓ |                                                                 |                                                                 |                                                                 |                                                                 |                                                                 |                                                                 |                                                                 |                                                                 |                                                                 |
| Galați                                                          | Galbina                                                         | Gânțaga                                                         | Gelmar                                                          | Geoagiu                                                         |                                                                 |                                                                 |                                                                 |                                                                 |                                                                 |
| Geoagiu-Băi                                                     | Ghelari                                                         | Godinești                                                       | Govăjdia                                                        | Grădiștea de Munte                                              |                                                                 |                                                                 |                                                                 |                                                                 |                                                                 |
| Grohot                                                          | Gurasada                                                        |                                                                 |                                                                 |                                                                 |                                                                 |                                                                 |                                                                 |                                                                 |                                                                 |
| H ↑ A B C D E F G H I Î J K L M N O P Q R S Ș T Ț U V W X Y Z ↓ |                                                                 |                                                                 |                                                                 |                                                                 |                                                                 |                                                                 |                                                                 |                                                                 |                                                                 |
| Hațeg                                                           | Hărău                                                           | Hărțăgani                                                       | Hățăgel                                                         | Hobița                                                          |                                                                 |                                                                 |                                                                 |                                                                 |                                                                 |
| Hobița-Grădiște                                                 | Homorod                                                         | Hondol                                                          | Hunedoara                                                       |                                                                 |                                                                 |                                                                 |                                                                 |                                                                 |                                                                 |
| I ↑ A B C D E F G H I Î J K L M N O P Q R S Ș T Ț U V W X Y Z ↓ |                                                                 |                                                                 |                                                                 |                                                                 |                                                                 |                                                                 |                                                                 |                                                                 |                                                                 |
| Ilia                                                            | Iscroni                                                         |                                                                 |                                                                 |                                                                 |                                                                 |                                                                 |                                                                 |                                                                 |                                                                 |
| J ↑ A B C D E F G H I Î J K L M N O P Q R S Ș T Ț U V W X Y Z ↓ |                                                                 |                                                                 |                                                                 |                                                                 |                                                                 |                                                                 |                                                                 |                                                                 |                                                                 |
| Jeledinți                                                       | Josani                                                          |                                                                 |                                                                 |                                                                 |                                                                 |                                                                 |                                                                 |                                                                 |                                                                 |
| L ↑ A B C D E F G H I Î J K L M N O P Q R S Ș T Ț U V W X Y Z ↓ |                                                                 |                                                                 |                                                                 |                                                                 |                                                                 |                                                                 |                                                                 |                                                                 |                                                                 |
| Lăpușnic                                                        | Leșnic                                                          | Livadia                                                         | Livezi                                                          | Ludeștii de Jos                                                 |                                                                 |                                                                 |                                                                 |                                                                 |                                                                 |
| Ludeștii de Sus                                                 | Luncani                                                         | Lupeni                                                          |                                                                 |                                                                 |                                                                 |                                                                 |                                                                 |                                                                 |                                                                 |
| M ↑ A B C D E F G H I Î J K L M N O P Q R S Ș T Ț U V W X Y Z ↓ |                                                                 |                                                                 |                                                                 |                                                                 |                                                                 |                                                                 |                                                                 |                                                                 |                                                                 |
| Mada                                                            | Măgura-Toplița                                                  | Mălăești                                                        | Mănerău                                                         | Mermezeu-Văleni                                                 |                                                                 |                                                                 |                                                                 |                                                                 |                                                                 |
| Mesteacăn                                                       | Mihăileni                                                       | Mintia                                                          | Muncelu Mic                                                     |                                                                 |                                                                 |                                                                 |                                                                 |                                                                 |                                                                 |
| N ↑ A B C D E F G H I Î J K L M N O P Q R S Ș T Ț U V W X Y Z ↓ |                                                                 |                                                                 |                                                                 |                                                                 |                                                                 |                                                                 |                                                                 |                                                                 |                                                                 |
| Nandru                                                          | Nălațvad                                                        | Nojag                                                           | Nucșoara                                                        |                                                                 |                                                                 |                                                                 |                                                                 |                                                                 |                                                                 |
| O ↑ A B C D E F G H I Î J K L M N O P Q R S Ș T Ț U V W X Y Z ↓ |                                                                 |                                                                 |                                                                 |                                                                 |                                                                 |                                                                 |                                                                 |                                                                 |                                                                 |
| Ocolișu Mic                                                     | Ohaba de sub Piatră                                             | Ohaba Ponor                                                     | Ohaba Stratului                                                 | Orăștie                                                         |                                                                 |                                                                 |                                                                 |                                                                 |                                                                 |
| Orăștioara de Jos                                               | Orăștioara de Sus                                               | Ostrov                                                          | Ostrovel                                                        | Ostrovu Mic                                                     |                                                                 |                                                                 |                                                                 |                                                                 |                                                                 |
| P ↑ A B C D E F G H I Î J K L M N O P Q R S Ș T Ț U V W X Y Z ↓ |                                                                 |                                                                 |                                                                 |                                                                 |                                                                 |                                                                 |                                                                 |                                                                 |                                                                 |
| Paroș                                                           | Păclișa                                                         | Păucinești                                                      | Pestișu Mic                                                     | Peșteana                                                        |                                                                 |                                                                 |                                                                 |                                                                 |                                                                 |
| Peștenița                                                       | Peștera                                                         | Peștișu Mare                                                    | Petreni                                                         | Petrila                                                         |                                                                 |                                                                 |                                                                 |                                                                 |                                                                 |
| Petroșani                                                       | Poiana                                                          | Poieni                                                          | Pojoga                                                          | Ponor                                                           |                                                                 |                                                                 |                                                                 |                                                                 |                                                                 |
| Prăvăleni                                                       | Pricaz                                                          | Prihodiște                                                      | Pui                                                             |                                                                 |                                                                 |                                                                 |                                                                 |                                                                 |                                                                 |
| R ↑ A B C D E F G H I Î J K L M N O P Q R S Ș T Ț U V W X Y Z ↓ |                                                                 |                                                                 |                                                                 |                                                                 |                                                                 |                                                                 |                                                                 |                                                                 |                                                                 |
| Rapoltu Mare                                                    | Rapolțel                                                        | Răcăștia                                                        | Răchitova                                                       | Râu Alb                                                         |                                                                 |                                                                 |                                                                 |                                                                 |                                                                 |
| Râu Bărbat                                                      | Râu de Mori                                                     | Reea                                                            | Renghet                                                         | Ribicioara                                                      |                                                                 |                                                                 |                                                                 |                                                                 |                                                                 |
| Ribița                                                          | Romos                                                           | Romoșel                                                         | Roșcani                                                         | Rovina                                                          |                                                                 |                                                                 |                                                                 |                                                                 |                                                                 |
| Ruda                                                            | Ruda-Brad                                                       | Runcu Mare                                                      | Ruși                                                            | Rușor                                                           |                                                                 |                                                                 |                                                                 |                                                                 |                                                                 |
| S ↑ A B C D E F G H I Î J K L M N O P Q R S Ș T Ț U V W X Y Z ↓ |                                                                 |                                                                 |                                                                 |                                                                 |                                                                 |                                                                 |                                                                 |                                                                 |                                                                 |
| Sarmizegetusa                                                   | Săcărâmb                                                        | Săcel                                                           | Sălașu de Sus                                                   | Săliște                                                         |                                                                 |                                                                 |                                                                 |                                                                 |                                                                 |
| Sâncrai                                                         | Sânpetru                                                        | Sântanderi                                                      | Sântămăria de Piatră                                            | Sântămăria-Orlea                                                |                                                                 |                                                                 |                                                                 |                                                                 |                                                                 |
| Sântuhalm                                                       | Sârbi                                                           | Sibișel                                                         | Silivașu de Jos                                                 | Silivașu de Sus                                                 |                                                                 |                                                                 |                                                                 |                                                                 |                                                                 |
| Simeria                                                         | Simeria Veche                                                   | Spini                                                           | Stănija                                                         | Strei                                                           |                                                                 |                                                                 |                                                                 |                                                                 |                                                                 |
| Strei-Săcel                                                     | Streisângeorgiu                                                 | Subcetate                                                       | Suseni                                                          |                                                                 |                                                                 |                                                                 |                                                                 |                                                                 |                                                                 |
| Ș ↑ A B C D E F G H I Î J K L M N O P Q R S Ș T Ț U V W X Y Z ↓ |                                                                 |                                                                 |                                                                 |                                                                 |                                                                 |                                                                 |                                                                 |                                                                 |                                                                 |
| Șăulești                                                        | Șoimuș                                                          | Ștei                                                            | Șteia                                                           |                                                                 |                                                                 |                                                                 |                                                                 |                                                                 |                                                                 |
| T ↑ A B C D E F G H I Î J K L M N O P Q R S Ș T Ț U V W X Y Z ↓ |                                                                 |                                                                 |                                                                 |                                                                 |                                                                 |                                                                 |                                                                 |                                                                 |                                                                 |
| Tămășești                                                       | Tâmpa                                                           | Târnăvița                                                       | Târsa                                                           | Techereu                                                        |                                                                 |                                                                 |                                                                 |                                                                 |                                                                 |
| Teliucu Inferior                                                | Teliucu Superior                                                | Toplița                                                         | Totești                                                         | Totia                                                           |                                                                 |                                                                 |                                                                 |                                                                 |                                                                 |
| Trestia                                                         | Turdaș                                                          | Tuștea                                                          |                                                                 |                                                                 |                                                                 |                                                                 |                                                                 |                                                                 |                                                                 |
| Ț ↑ A B C D E F G H I Î J K L M N O P Q R S Ș T Ț U V W X Y Z ↓ |                                                                 |                                                                 |                                                                 |                                                                 |                                                                 |                                                                 |                                                                 |                                                                 |                                                                 |
| Țebea                                                           |                                                                 |                                                                 |                                                                 |                                                                 |                                                                 |                                                                 |                                                                 |                                                                 |                                                                 |
| U ↑ A B C D E F G H I Î J K L M N O P Q R S Ș T Ț U V W X Y Z ↓ |                                                                 |                                                                 |                                                                 |                                                                 |                                                                 |                                                                 |                                                                 |                                                                 |                                                                 |
| Unciuc                                                          | Unirea                                                          | Uric                                                            | Uricani                                                         | Uroi                                                            |                                                                 |                                                                 |                                                                 |                                                                 |                                                                 |
| Ursici                                                          |                                                                 |                                                                 |                                                                 |                                                                 |                                                                 |                                                                 |                                                                 |                                                                 |                                                                 |
| V ↑ A B C D E F G H I Î J K L M N O P Q R S Ș T Ț U V W X Y Z ↓ |                                                                 |                                                                 |                                                                 |                                                                 |                                                                 |                                                                 |                                                                 |                                                                 |                                                                 |
| Vadu                                                            | Vaidei                                                          | Valea Arsului                                                   | Valea Dâljii                                                    | Valea Lupului                                                   |                                                                 |                                                                 |                                                                 |                                                                 |                                                                 |
| Valea Nandrului                                                 | Valea Sângeorgiului                                             | Vața de Jos                                                     | Vălioara                                                        | Vălișoara                                                       |                                                                 |                                                                 |                                                                 |                                                                 |                                                                 |
| Vărmaga                                                         | Vâlceluța                                                       | Vețel                                                           | Vica                                                            | Voia                                                            |                                                                 |                                                                 |                                                                 |                                                                 |                                                                 |
| Vulcan                                                          |                                                                 |                                                                 |                                                                 |                                                                 |                                                                 |                                                                 |                                                                 |                                                                 |                                                                 |
| Z ↑ A B C D E F G H I Î J K L M N O P Q R S Ș T Ț U V W X Y Z ↓ |                                                                 |                                                                 |                                                                 |                                                                 |                                                                 |                                                                 |                                                                 |                                                                 |                                                                 |
| Zam                                                             | Zăvoi                                                           | Zeicani                                                         |                                                                 |                                                                 |                                                                 |                                                                 |                                                                 |                                                                 |                                                                 |